# Програмована матерія
Програмована матерія — термін, запропонований в 1991 році Тоффолі та Марголусом для посилання на тонкогранульовані комп'ютерні елементи організовані в просторі. В цьому контексті програмована матерія належить до комп'ютерних моделей, подібних до клітинного автомата та автомата ґраткового газу. Архітектура CAM-8 є приклад реалізації на практиці цієї моделі. Основне використання програмованої матерії є своєрідний метод комп'ютерного моделювання фізичних систем, що в багатьох випадках належать до мікроскопічних (або нано-) масштабів, та наступної їх твердотілої реалізації в мезоскопічних масштабах.